# Peter Mettler (Regisseur)

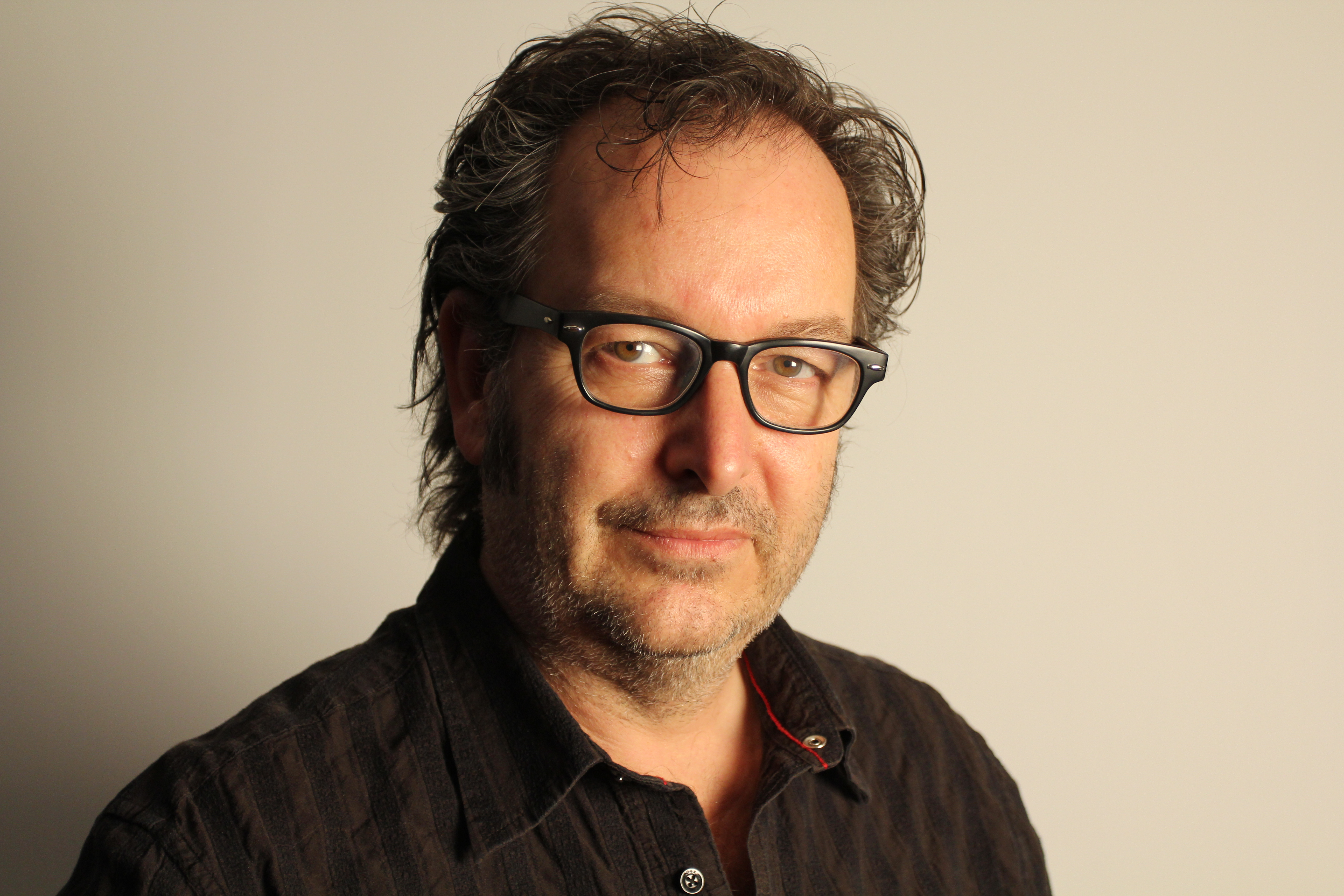
Peter Mettler, 2013

Peter Mettler (* 7. September 1958) ist ein schweizerisch-kanadischer Regisseur und Dokumentarfilmer. Er wird der Toronto New Wave zugeordnet. Er behandelt in seinen Filmen ontologische und teleologische Fragestellungen.
Zu seinen bekanntesten Werken gehören Picture of Light, The End of Time, Gambling, Gods and LSD und Becoming Animal. Mettler erhielt 2023 die Goldene Taube Langfilm für sein Werk While the Green Grass Grows auf der DOK Leipzig.

## Filmografie
- 1994: Picture of Light (Regie, Drehbuch, Kamera, Schnitt, Produktion)
- 2002: Gambling, Gods and LSD (Regie, Drehbuch, Kamera, Schnitt)
- 2012: The End of Time (Regie, Drehbuch, Kamera, Schnitt)
- 2014: Broken Land (Kamera, Schnitt)
- 2018: Becoming Animal (Regie, Drehbuch, Kamera, Schnitt)
- 2023: While the Green Grass Grows (Regie, Drehbuch, Kamera, Schnitt, Produktion)